# Vila Ruiva (Fornos de Algodres)
Vila Ruiva is een plaats (freguesia) in de Portugese gemeente Fornos de Algodres en telt 180 inwoners (2001).